# 愉快犯
愉快犯（ゆかいはん）とは、人（社会）を恐慌におとしめて、その醜態や慌てふためく様子を陰から観察する・あるいは想像して喜ぶ行為を指す。その行為が法に抵触するか否か、するとすればどの法に抵触するかは、実行した行為による。

## 実例

### 日本
- グリコ・森永事件（1984年）

全体を通してみれば一種の愉快犯だったと言われる。江崎グリコや森永製菓に恨みはないものの、グリコや森永をだしにし、警察やマスメディアをさんざん振り回したのである。同事件の犯人に毒物の混入による大量殺害行為に関する限り犯意がなかったのは、青酸化合物を混入し、店頭に置いた商品に「毒入り危険　食べたら死ぬで」とした警告文を添付したことからも、明らかと考えることもできる。ただし、同事件は実行した行為により、逮捕・監禁罪・脅迫罪・毒物及び劇物取締法違反に相当するであろう。
- 万歳三唱令(1990年代)
- 全日空857便ハイジャック事件（1995年）
- パソコン遠隔操作事件（2012年）
- 黒子のバスケ脅迫事件（2012年）
- 寺社連続油被害事件（2015年）
- 差別動画大量通報騒動（2018年）

### 海外
- ミステリー・サークル（1980年代以降）
- ジェイシー・リー・デュガード誘拐事件（1991年）
- エリザベス・スマート誘拐事件（2002年）
- 密陽女子中学生集団性暴行事件（2004年）
- フリッツル事件（2008年）

### ネット掲示板
インターネットの掲示板 に殺人予告などがあるが、書き込んだ者が実際に殺害行動を起こす決意を抱いている例はむしろ少数であり、その大半は一種のストレス発散を目的とした愉快犯であると思われる。